# Hypochaeris robertia

Hypochaeris robertia là một loài thực vật có hoa trong họ Cúc. Loài này được (Sch.Bip.) Fiori mô tả khoa học đầu tiên năm 1910.

## Liên kết ngoài

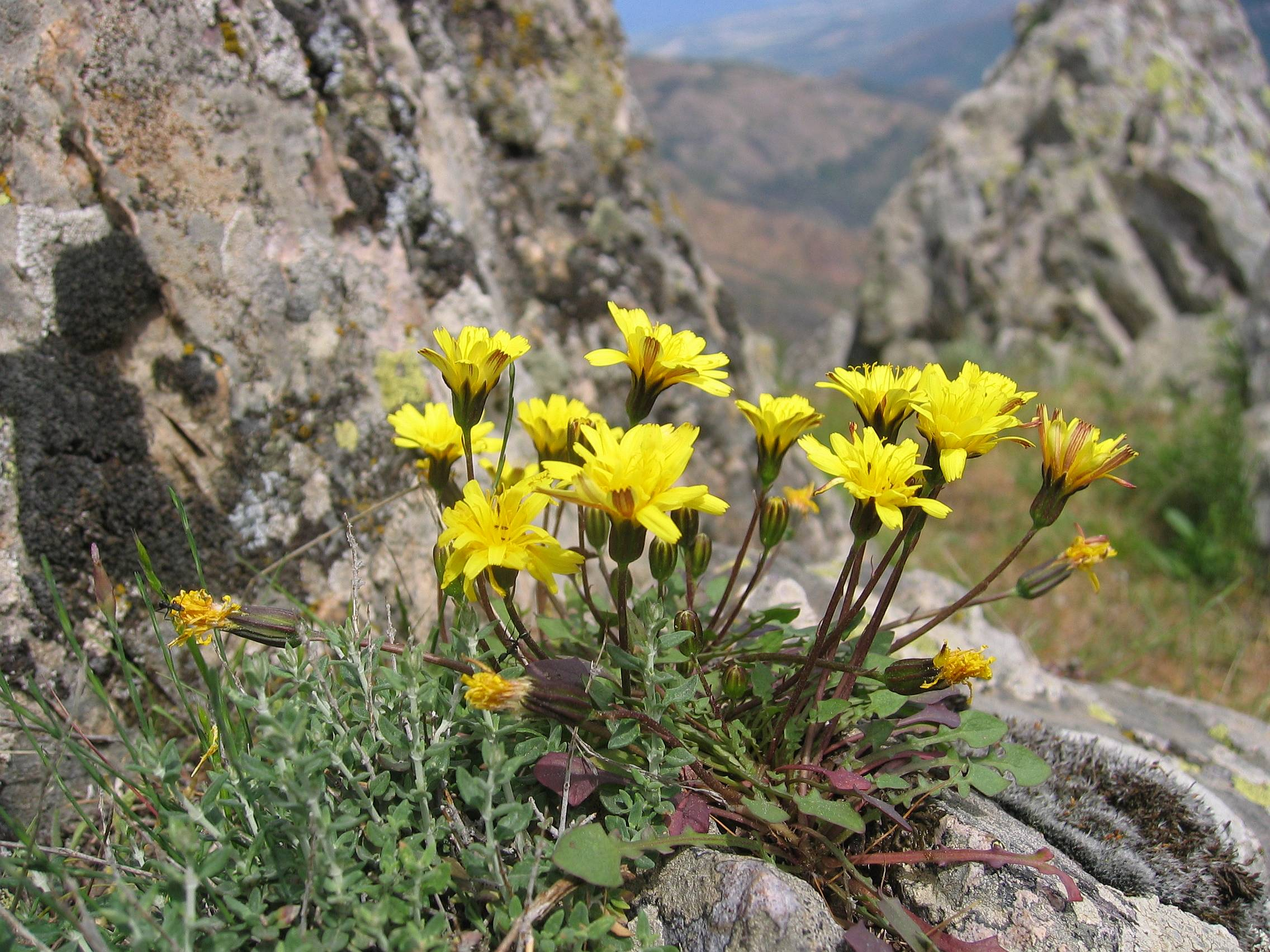
Hypochaeris robertia